# Antonio Altoviti
Antonio Altoviti (Florencia, 9 de julio de 1521 -  Florencia, 28 de diciembre de 1573) fue un noble italiano, se desempeño como arzobispo de Florencia entre 1548 y 1573.

## Familia e inicios
Era hijo de Bindo Altoviti y Fiameta Soderini. Su padre fue uno de los banqueros más influyentes de Florencia, siendo mecenas de las artes del Renacimiento. Su abuela, Dianora Altoviti, era conocida como La Papisa por la influencia que llegó a tener sobre su tío, el papa Inocencio VIII. Tanto los Altoviti como los Cybo fueron aliados de los Médici desde la época de Cosme de Médici el Viejo. La carrera de Bindo Altoviti avanzó bajo el pontificado de León X y Clemente VII.
Antonio se inició en la carrera eclesiástica bajo la protección del cardenal Niccolò Ridolfi uno de los prelados florentinos más prestigiosos. Posteriormente, se convirtió en decano de la Cámara Apostólica y secretario de Pablo III.
Tras la muerte de Clemente VII y el duque Alejandro de Médici, los Altoviti se aliaron con Catalina de Médici y el papa Pablo III, entrando en una confrontación abierta con Cosme I de Médici. En 1548, como una afrenta, Pablo III nombró a Antonio Altoviti, arzobispo de Florencia, algo que molesto mucho a Cosme el cuál respondió negando al nuevo arzobispo entrar en la ciudad e incluso embargó todos los ingresos y bienes de la diócesis.
Los siguientes veinte años los pasó principalmente en Roma bajo la protección papal, donde desplegó una considerable actividad durante la hambruna de 1559, junto con su amigo y aliado, el cardenal Guido Ascanio Sforza di Santa Fiora. También participó en el Concilio de Trento y residió durante un tiempo en Loreto, donde construyó una capilla dedicada a Santa Isabel. Debido a su corta edad y para asegurar el poder de los Altoviti en Florencia, no fue nombrado cardenal.
Tras la muerte de Pablo III en 1549, Cosme I no tardó en pedir a su sucesor Julio III que le entregara al Altoviti, pero se negó. Sin embargo, en los años siguientes, Cosme puso en marcha una política de acercamiento a los papas, anticipando así su solicitud de obtener el título de Gran Duque. En 1564, el papa Pío IV, solicitó a Cosme I que hiciera cumplir el decreto del Concilio de Trento, respondiendo a la súplica concediendo el perdón a los Altoviti y escribiendo a Antonio Altoviti instándolo a regresar a Florencia para tomar el mando de su diócesis e iniciar un proceso de reforma.

## Retorno
Antonio Altoviti finalmente tomó posesión de la archidiócesis en 1567, entrando en Florencia con pompa y solemnidad algo a lo que Cosme I, irritado por este acontecimiento triunfal, interpretó como una humillación a su autoridad soberana. Sin embargo, ese mismo año ordenó a su sobrino Alejandro Octaviano de Médici, de quien Altoviti fue mentor. La amistad entre ambos propició la reconciliación entre la Casa de Altoviti y la nueva rama ducal de la Casa de Médici. En 1569, Pío V finalmente le confirió el título de Gran Duque de Toscana a Cosme I.
Su figura ha sido objeto de valoraciones dispares según si los cronistas de una u otra facción escribieron sobre él. Altoviti fue considerado un prelado de absoluta integridad moral y notable sensibilidad espiritual y cultural. Fue un hombre admirado por su supervisión pastoral, lo cual también quiso enfatizar en su escudo de armas, que representa a un perro guardando un rebaño, con el lema «non dormit qui vigilat» (El que está despierto no duerme).
En 1573, convocó a un sínodo provincial, pero falleció repentinamente el 28 de diciembre de ese mismo año, a los cincuenta y dos años. Fue enterrado en un monumento detrás de la iglesia de los Santos Apóstoles en Florencia, bajo el patrocinio de su familia, en un monumento funerario obra de Giovanni Antonio Dosio y Giovanni Caccini.
Alejandro de Médici lo sucedió como arzobispo de Florencia y años después se convirtió en el Papa León XI.

## Obra
Antonio Altoviti (1545). Los quince libros de los Elementos de Euclides, traducidos del griego a la lengua toscana. Roma.